# Pivovar Vilém
Pivovar Vilém je pivovar v Jincích, který byl založen v roce 2012. Název piva byl zvolen podle Viléma von Hanau, prvního majitele objektu dnešního pivovaru. Pivo bylo slavnostně pokřtěno 18. května 2012, hlavními kmotry se stali herci Pavel Nový a Petr Novotný. Pivo se vaří dvourmutovým způsobem.

## Nabízené druhy piva

### Stálá nabídka
- světlé výčepní 10°
- Vilém z Jinců 12° – světlý ležák
- Valdecká Černá paní 13° – nefiltrované, polotmavé

### Speciály
- Šemík ALE 11° – nepasterizované, nefiltrované
- kouřový ležák
- Vilém 14° IPA
- Vilém 15°